# Мухоловка сулавеська
Мухоло́вка сулавеська (Muscicapa sodhii) — вид горобцеподібних птахів родини мухоловкових (Muscicapidae). Ендемік Індонезії. Про відкриття цього виду було повідомлено у 1999 році, а науково описаний вид був у 2014 році. Вид був названий на честь індійського орнітолога і захисника природи Навджота Содхі (1962-2011).

## Опис
Сулавеські мухоловки живуть у вологих тропічних лісах Сулавесі. Вони є схожими на далекосхідних мухоловок, які зимують на Сулавесі, однак генетично є ближчими до бурої мухоловки.